# Loznica
Loznica (en serbi: Лозница) és una ciutat i municipi situat al districte de Mačva, Sèrbia, tot i que no està geogràficament ubicat a Mačva, sinó a Podrinje. Es troba juntament al riu Drina, a 44,53º de latitud nord i 19,22º de longitud est. El monestir de Tronoša (del segle xiv), un dels més importants del país, es troba a Loznica. És també el lloc on va néixer Vuk Karadžić (Вуκ Κараџић), el reformador de l'idioma serbi. Jovan Cvijić, un conegut geògraf de Sèrbia i del món, també va néixer-hi. La ciutat té un important desenvolupament turístic.
El 2002 la ciutat tenia una població total de 19572 habitants, mentre que el municipi tenia 84925.
Des de l'any 900 aC al 300 aC la zona va estar habitada pels il·liris, que donaren a la ciutat el nom de Jadar. Durant l'època romana fou anomenada Ad Drinum (literalment: tocant el Drina). El gener del 2008, d'acord amb la legislació sèrbia, Loznica va rebre l'estatus de ciutat.

## Nom
El seu nom deriva de la paraula "loza" (que significa "vid" en serbi). Originalment el seu nom fou Lozica (paraula sèrbia per a "vid-petita"), que més endavant es convertí en Loznica.

## Demografia
Els grups ètnics de Loznica eren, segons el cens del 2002, l'últim realitzat a Sèrbia (per tant amb un gran marge d'error degut a les guerres iugoslaves) els següents:
- Serbis = 83.729
- Musulmans de nacionalitat = 555
- Romanís = 428
- Iugoslaus = 210
- Montenegrins = 118
- Altres = s/d

## Ciutats agermanades
- Płock, Polònia

## Galeria d'imatges

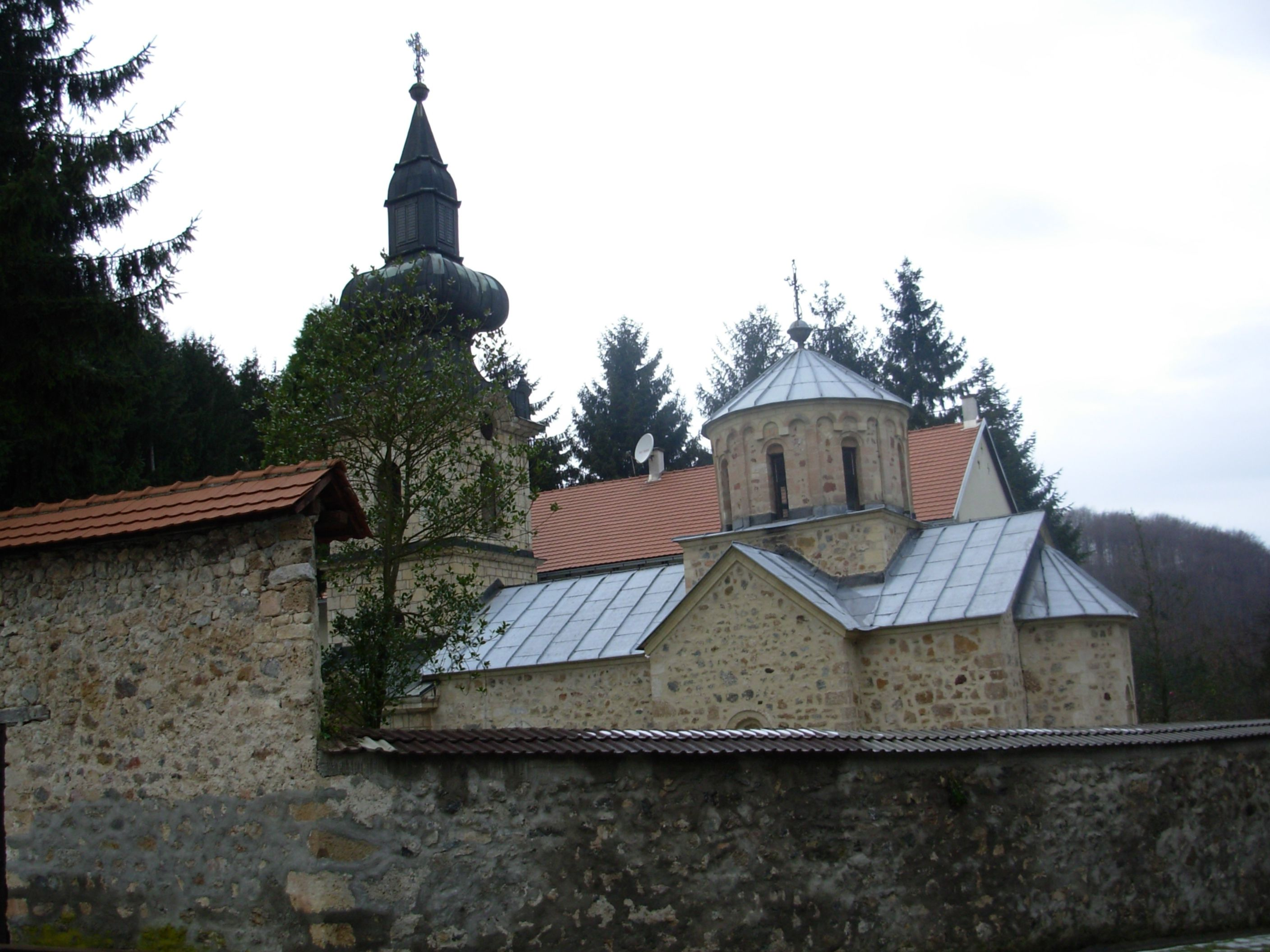
Vista exterior del famós Monestir de Tronoša
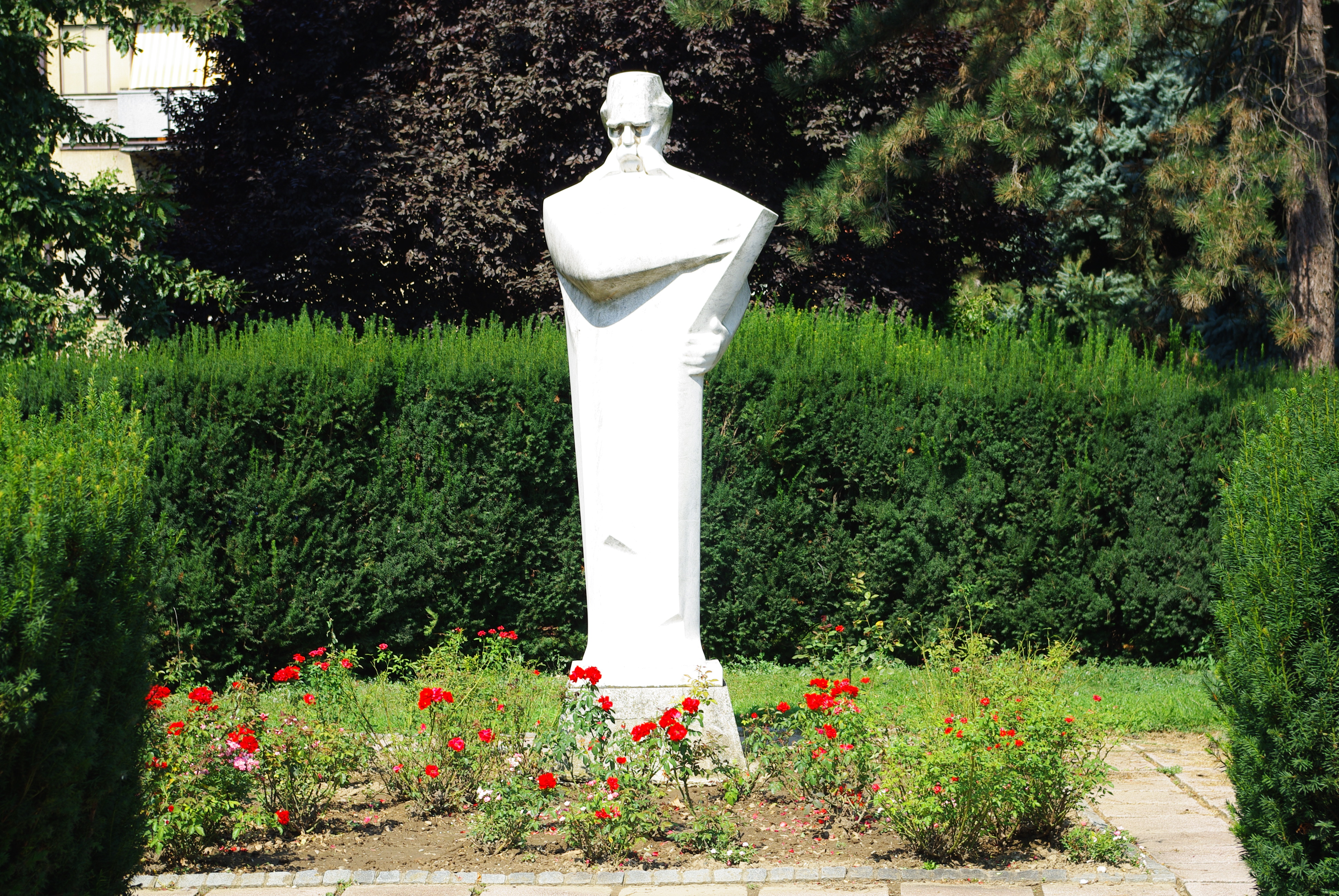
Estàtua de Vuk Stefanović Karadžić
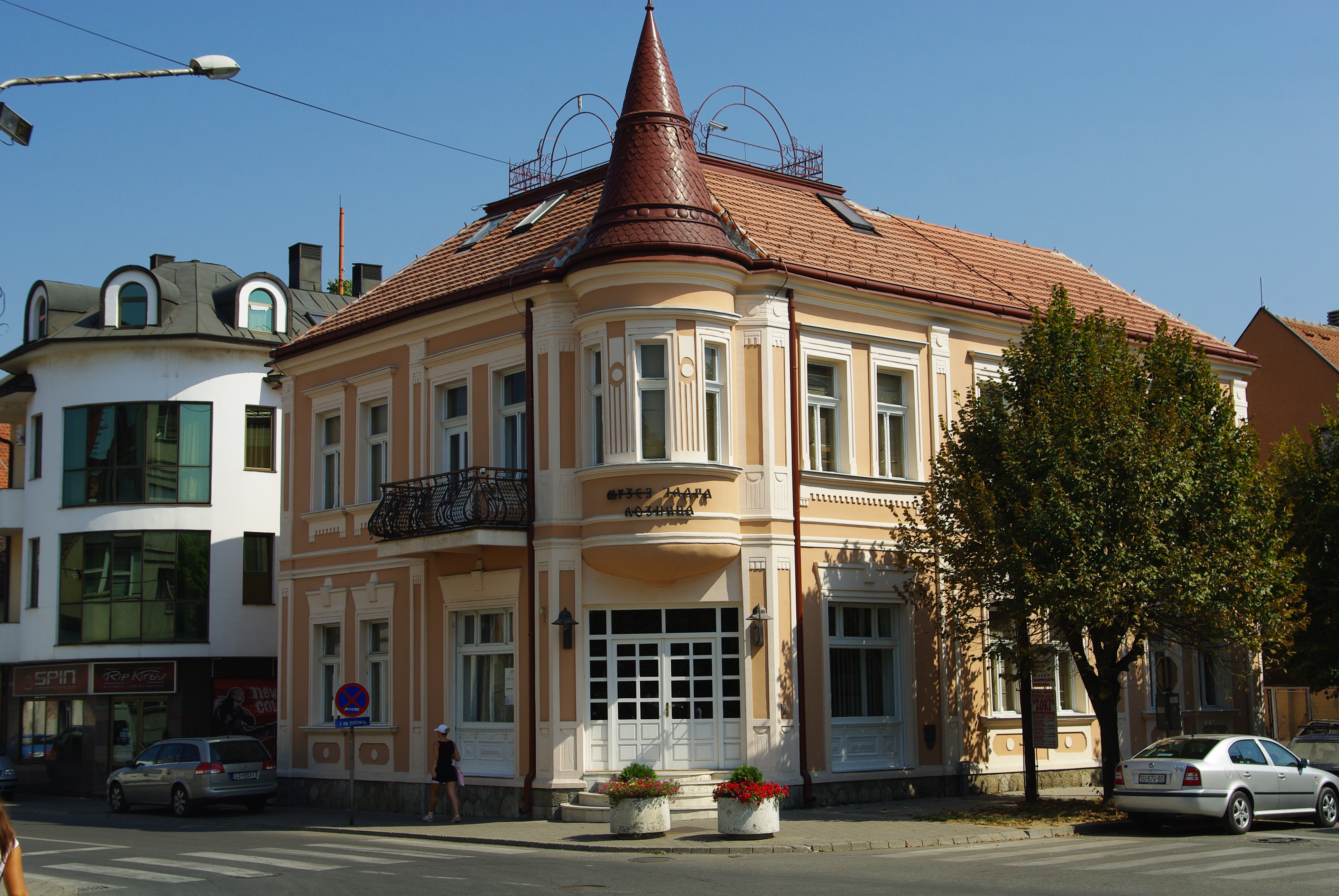
Museu de la Ciutat Loznica
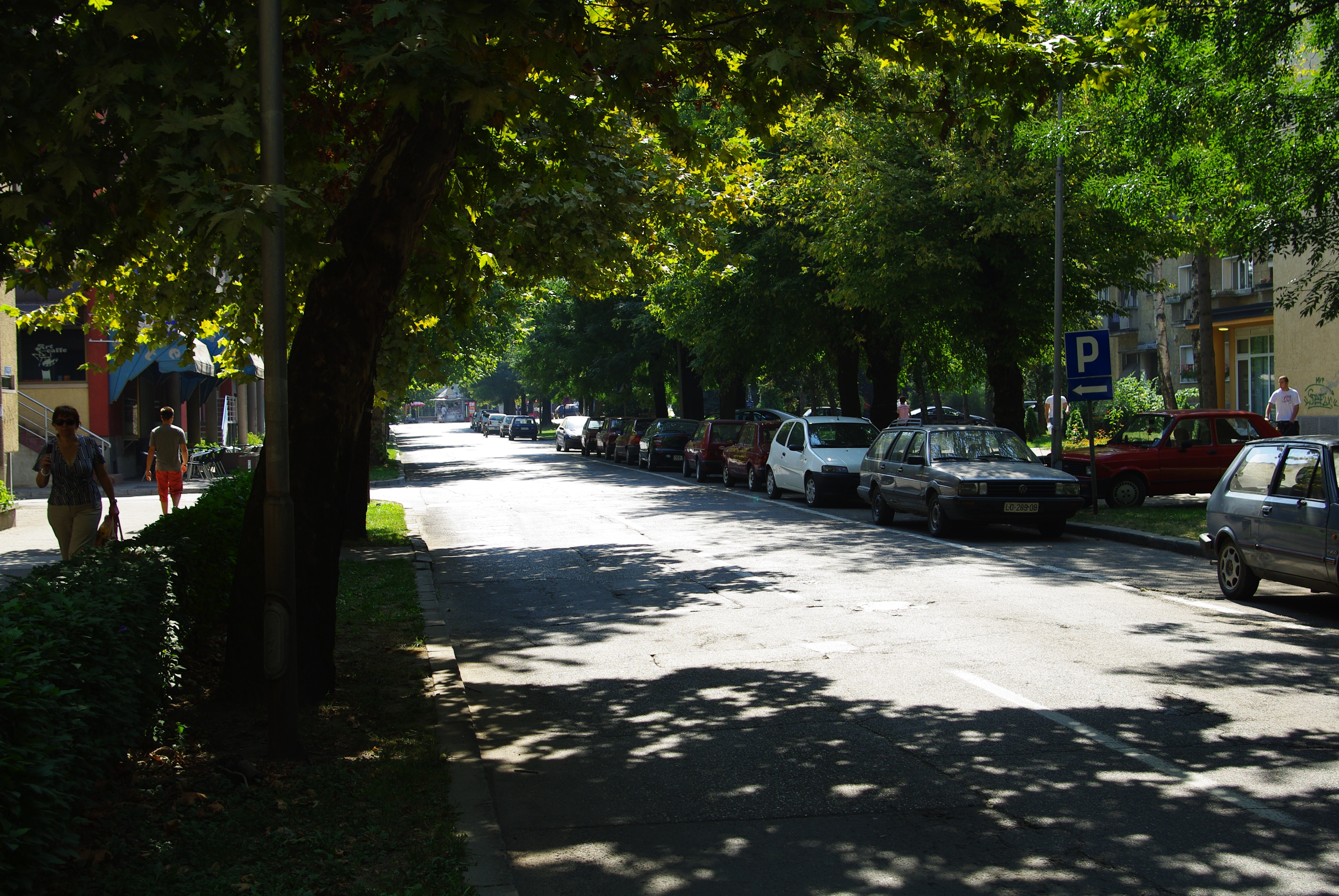
Carrer Svetog Save
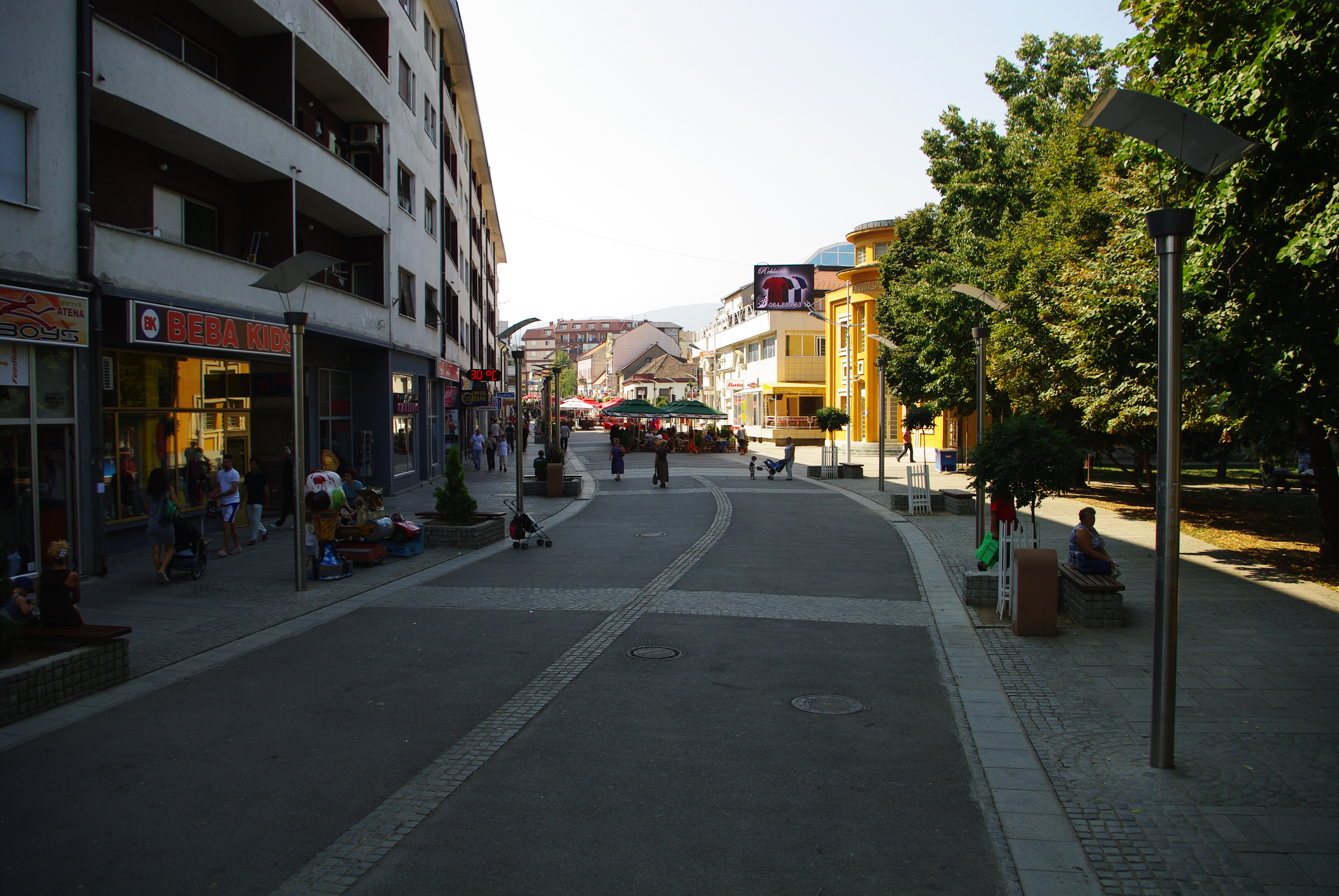
Cors a Loznica
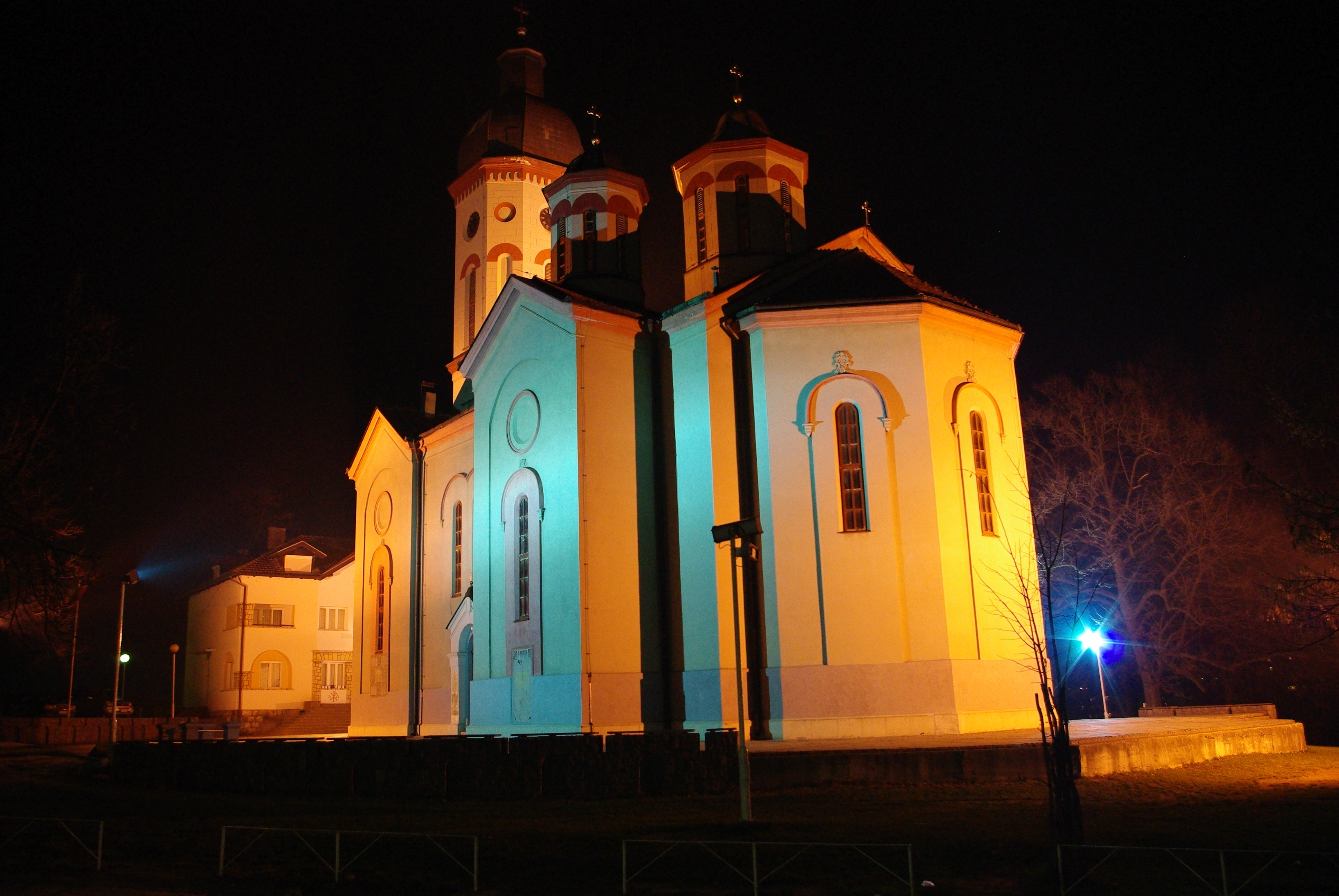
Església a Loznica
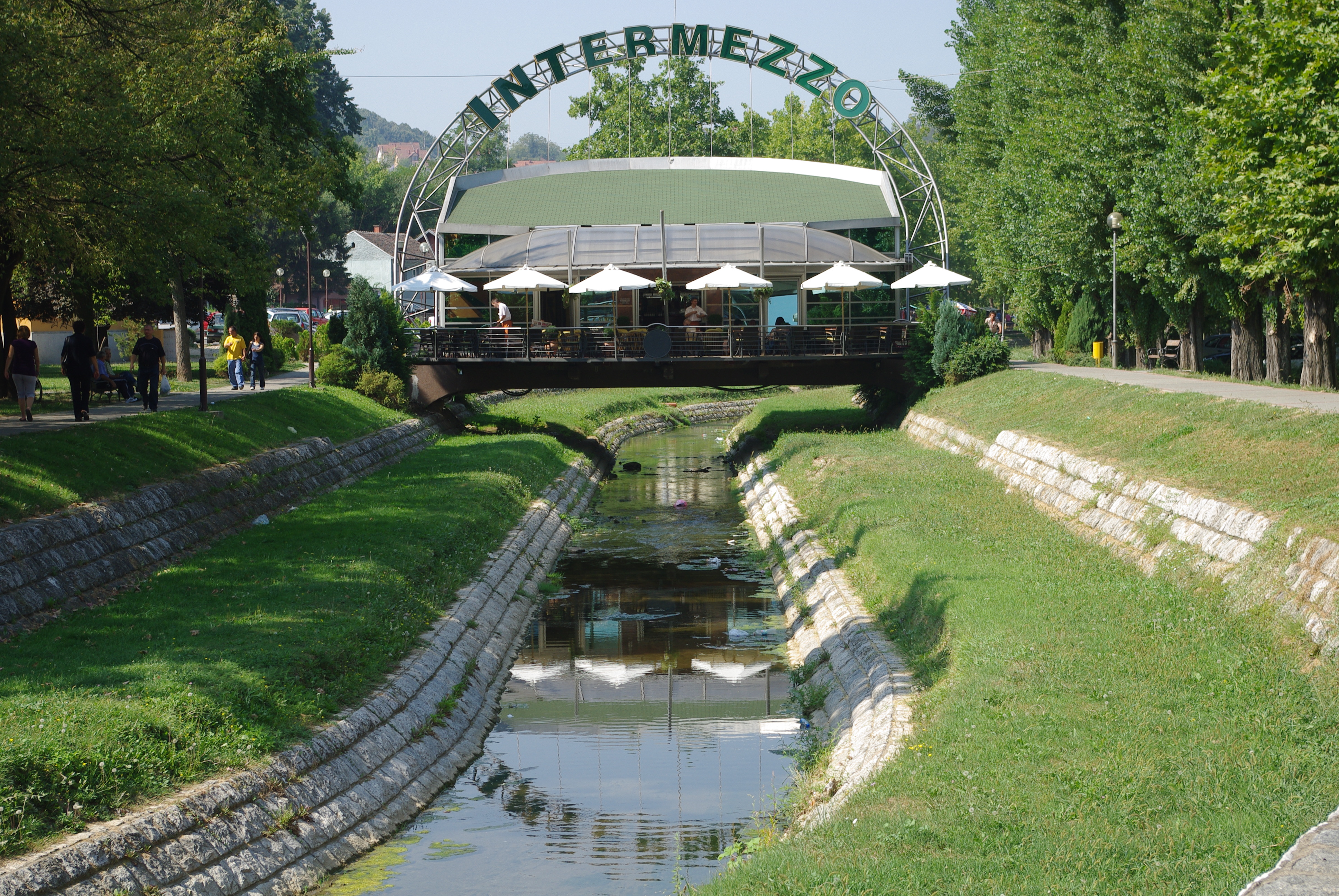
Rierol Stira
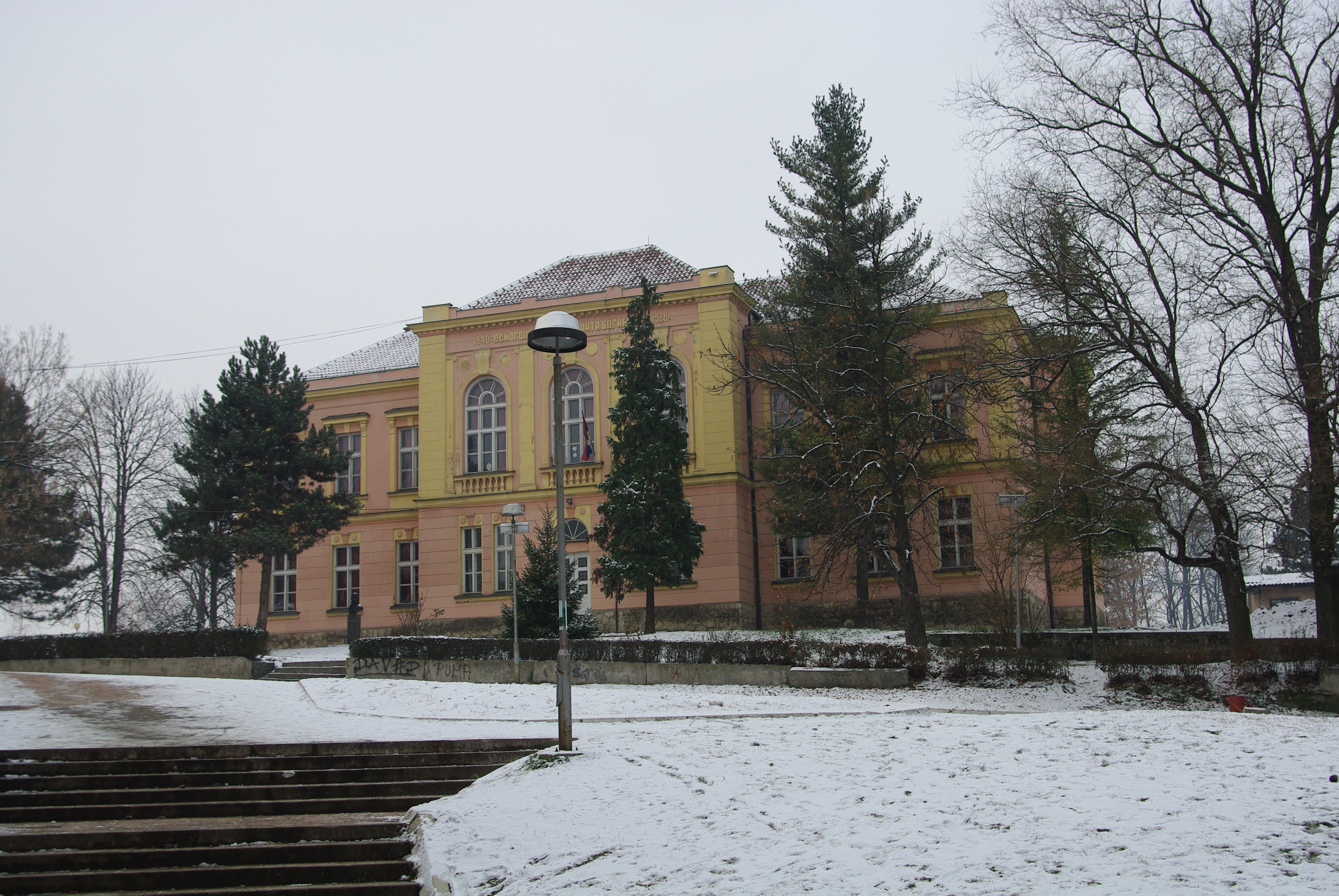
Primaria Anta Bogicevic
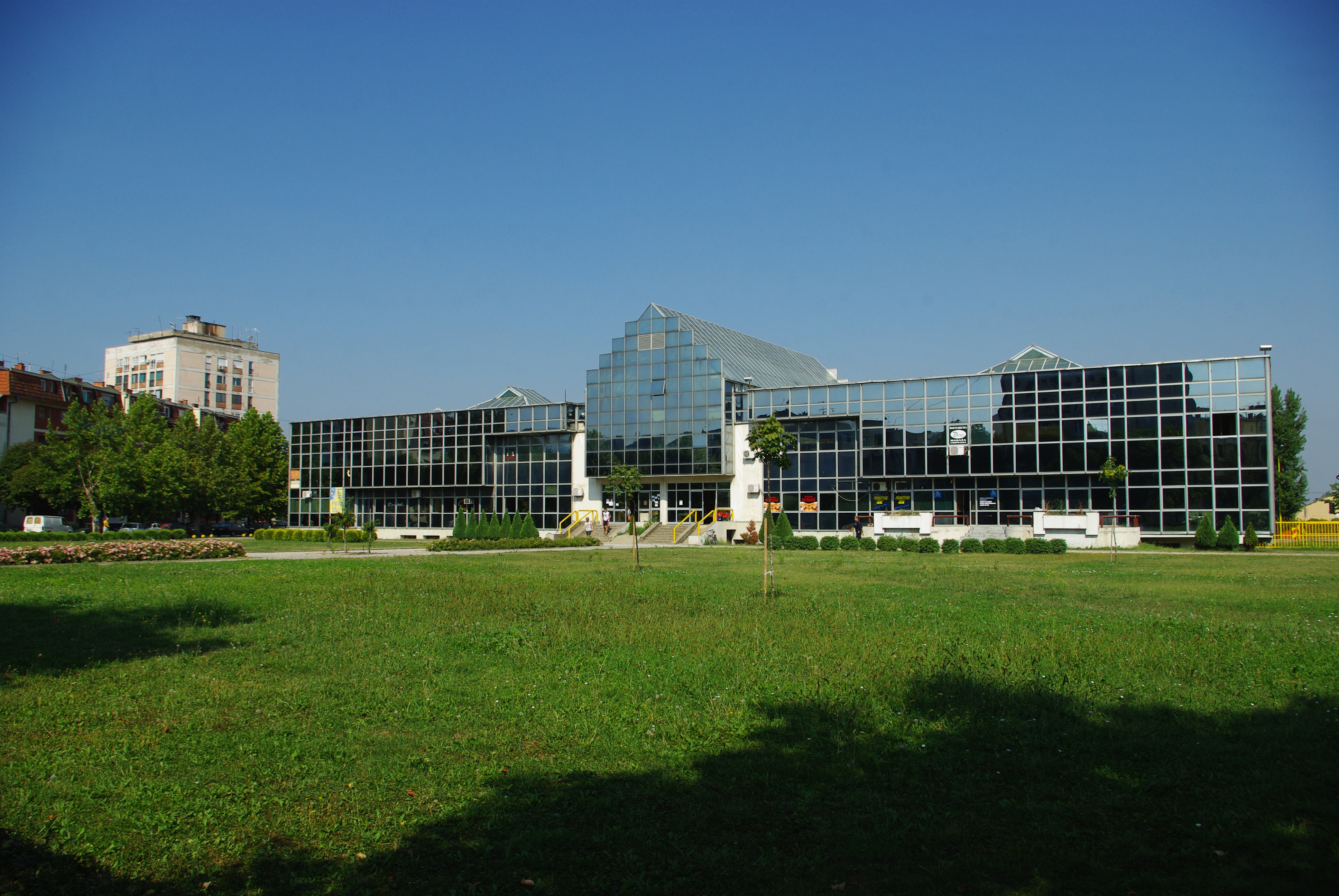
L'estació central d'autobusos de Loznica
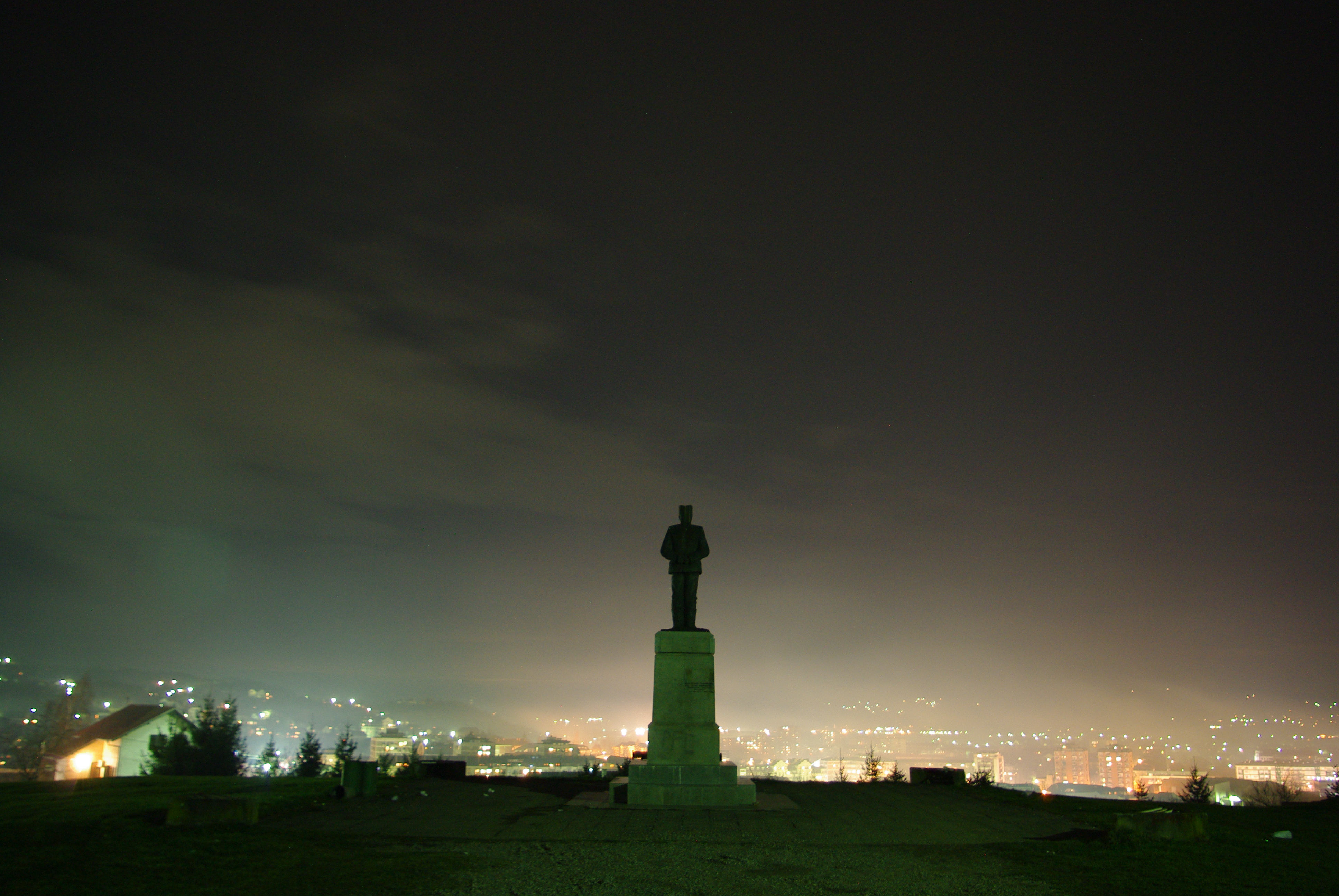
Estàtua de Stepa Stepanovic
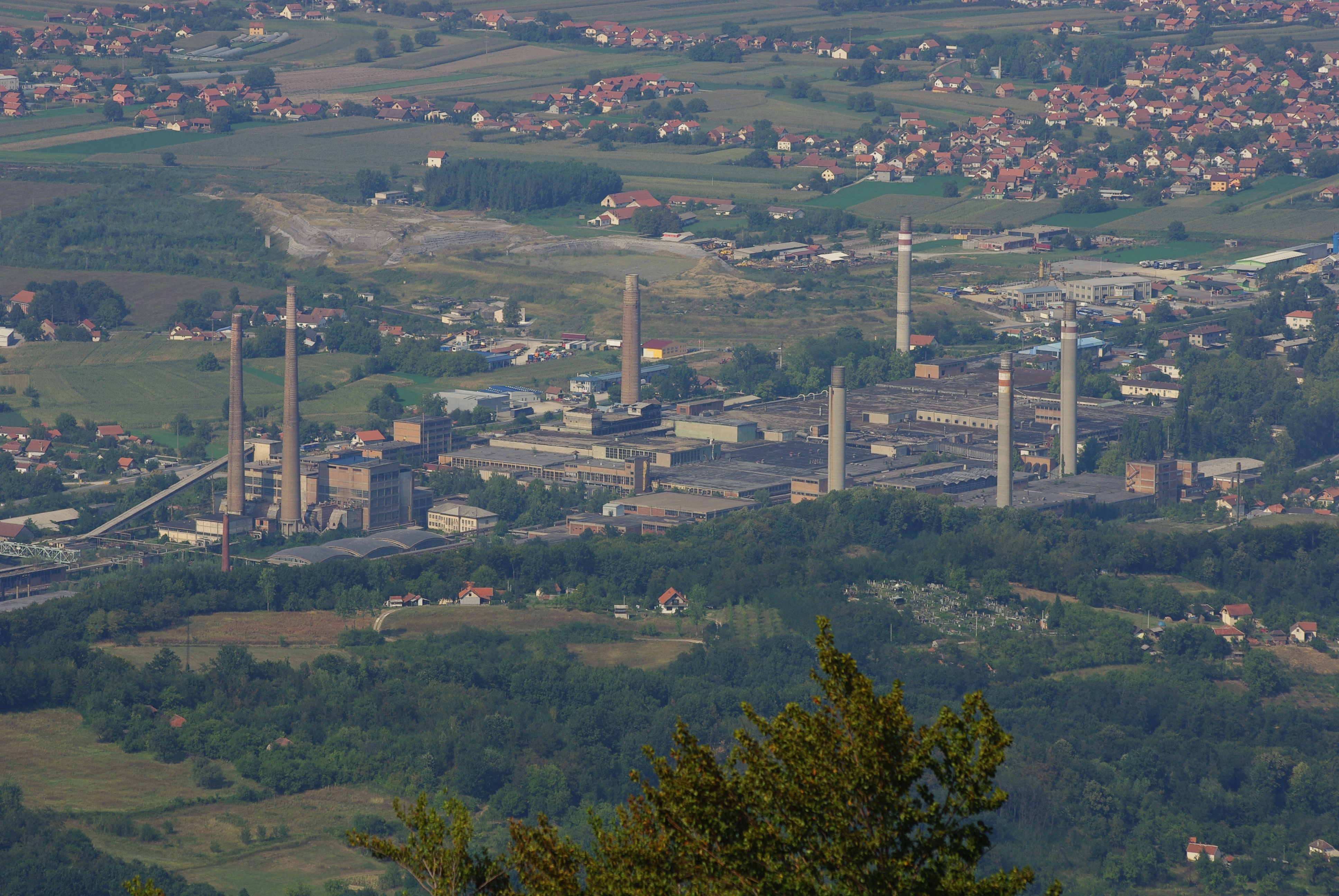
Fàbrica Viskoza